# Гранж-Омонзе
Гранж-Омонзе (фр. Granges-Aumontzey) — муніципалітет у Франції, у регіоні Гранд-Ест, департамент Вогези. Гранж-Омонзе утворено 1 січня 2016 року шляхом злиття муніципалітетів Омонзе i Гранж-сюр-Волонь. Адміністративним центром муніципалітету є Гранж-сюр-Волонь. Населення — 2590 осіб (01.01.2021).